# 학교알리미
학교알리미는 대한민국의 한국교육학술정보원에서 총괄하는 공공데이터 제공기관이다. 교육부에서 정한 공시 기준에 따라 매년 1회 이상 공시하고 있으며, 학생·교원현황·시설·학교폭력발생현황·위생·교육여건·재정상황·급식상황·학업성취 등과 같은 학교의 주요 정보를 확인할 수 있다.

## 주요 역할
| 구분                              | 주요역할 |
| --------------------------------- | --- |
| 교육부(주관기관)                  | 학교정보공시 정책 수립 및 결정 정보공시 이해당사자 요구사항 파악 및 의견 수렴                                                                               |
| 한국교육학술정보원 (총괄관리기관) | 학교정보공시 시스템 구축 및 운영 학교별 공시자료 수집, 관리 및 검증 지원 사용자 지원 및 콜센터 운영 공시지침 연수 및 퀵 가이드 제작·배포 공시정보 활용 지원 |
| 초·중등학교 정보공시 협의체       | 학교정보공시 운영 전반에 관한 협의 및 조언 학교정보공시 제도 및 지침 개선사항 발굴                                                                          |
| 시·도교육청 교육지원청            | 관할 단위학교 공시업무 지원 단위학교 공시자료 수합·관리 및 검증 공시 정보 질 관리 및 현장점검                                                               |
| 단위학교                          | 학교정보공시 총괄관리자/항목별 작성자/확인자 지정·운영 공시자료 입력 및 제출, 공시 공시입력 근거자료 관리                                                   |

## 위치와 찾아가는 길
- 41061 대구광역시 동구 동내로 64 (동내동 351)

## 같이 보기
- 한국교육학술정보원